# Gwiazdowo (powiat sławieński)
Gwiazdowo (niem. Quäsdow) – wieś w Polsce położona w województwie zachodniopomorskim, w powiecie sławieńskim, w gminie Sławno.
W latach 1975–1998 miejscowość administracyjnie należała do województwa słupskiego.
Do 31 grudnia 2024 r do wsi należał przysiółek Gwiazdówko.